# أريس ليماسول
نادي أريس ليماسول لكرة القدم (باليونانية: Άρης Λεμεσού) نادي كرة قدم قبرصي يلعب في دوري الدرجة الأولى . تم تأسيس النادي في سنة 1930 .